# Jankiszki
Jankiszki (biał. Янкішкі; ros. Янкишки) – wieś na Białorusi, w obwodzie witebskim, w rejonie postawskim, w sielsowiecie Komaje.

## Historia
W czasach zaborów folwark rządowy i karczma w gminie Hoduciszki, w powiecie święciańskim, w guberni wileńskiej Imperium Rosyjskiego. W 1866 roku folwark miał 23 mieszkańców w 1 domu; karczma liczyła 7 mieszkańców (Żydów) w 1 domu. W 1905 roku wieś liczyła 172 mieszkańców, 222 dziesięciny.
W latach 1921–1945 wieś leżała w Polsce, w województwie wileńskim, w powiecie święciańskim, w gminie Hoduciszki.
W 1931 w 23 domach zamieszkiwały 124 osoby.
Wierni należeli do parafii rzymskokatolickiej w Hoduciszkach. Miejscowość podlegała pod Sąd Grodzki w Łyntupach i Okręgowy w Wilnie; właściwy urząd pocztowy mieścił się w Hoduciszkach.